# Lawrencia Bembenek
Lawrencia Bembenek (ur. 15 sierpnia 1958 w Milwaukee, zm. 20 listopada 2010 w Portlandzie) – amerykańska policjantka, prawomocnie skazana jako morderczyni. Jej historia stała się podstawą scenariusza jednego z odcinków serii On the Case with Paula Zahn (8. w III sezonie), pt. Run, Bambi, Run.

## Życiorys
Lawrencia Bembenek pracowała w Milwaukee Police Departament, skąd została zwolniona w 1980 roku. Według niej był to przejaw dyskryminacji ze względu na płeć. Następnie pracowała jako kelnerka w klubie Playboya w Lake Geneva. W Walentynki 1981 roku poślubiła Elfreda Schulza, detektywa policji z Milwaukee. Poprzednio był on mężem Christine Schulz, z którą miał dwóch synów, Seana i Shannona.
28 maja 1981 30-letnią Christine Schulz znaleziono martwą w jej domu. Obecni podczas morderstwa synowie opisali napastnika jako mężczyznę. Pierwsze podejrzenia padły na byłego męża ofiary, zwłaszcza, że miał już poprzednio sprawę o postrzelenie policjanta. Śledztwo w tej sprawie jednakże zakończono oczyszczeniem go z zarzutów, uznając postrzał za przypadek. Ponadto Elfred Schulz miał alibi. Wówczas policjanci zaaresztowali Bembenek, gdyż miała ona motyw: problemy finansowe, które mogłaby rozwiązać przy użyciu pieniędzy męża, gdyby nie musiał on płacić byłej żonie alimentów (363,50$ dla byłej żony oraz 330$ na potrzeby dzieci).
Mimo zeznań starszego syna ofiary, który twierdził stanowczo że to nie Bembenek zamordowała jego matkę, została ona aresztowana 24 czerwca 1981, a następnie skazana na dożywocie w więzieniu Taycheedah Correctional Institution.
Bembenek trzykrotnie apelowała od wyroku, lecz jej apelacje były odrzucane. 15 lipca 1990 dokonała udanej ucieczki, w której pomógł jej brat jednego ze współwięźniów, Nick Gugliatto. Wspólnie z nim uciekła do Kanady, zatrzymując się w Thunder Bay, gdzie zdołali się ukrywać przez 3 miesiące.
Powróciła do więzienia, jednakże w listopadzie 1992 została uwolniona, spędzając za kratkami niewiele ponad 10 lat.
Po uwolnieniu opisała swoje problemy z wymiarem sprawiedliwości w książce Woman on Trial. 
Po uwolnieniu jeszcze kilkakrotnie miała problemy z prawem. Aresztowano ją m.in. za posiadanie narkotyków. Uzależniła się od alkoholu. Złożyła też wniosek o upadłość konsumencką. W 2002 roku amputowano jej nogę poniżej kolana po tym, jak wyskoczyła z okna na drugim piętrze.
Zmarła z powodu niewydolności wątroby i nerek 10 listopada 2010.